# Пригородна сільська рада (Борисовський район)
Пригородна сільська рада (біл. Прыгарадны сельсавет) — адміністративно-територіальна одиниця в складі Борисовського району розташована в Мінській області Білорусі. Адміністративний центр — Староборисов.
Пригородна сільська рада розташована на межі центральної Білорусі, на північному сході Мінської області орієнтовне розташування — супутникові знимки, на північ від районного центру Борисова.
До складу сільради входять 34 населених пунктів:
Велике Стахове • Бродівка • Бруси • Битча • Вільяново • Демидівка • Дрази • Дубени • Дудинка • Житькове • Кищина Слобода • Червоний Жовтень • Ліщини • Любатівщина • Мале Стахове • Медведівка • Пасіка • Плитченка • Повприщі • Прудище • Підбереззя • Прудок • Пчельник • Раківці • Садівщина • Світлий Гай • Селище • Староборисов • Старинки • Стрілківці • Студенка • Суділь • Тимки • Угли • Юзефове.
Рішенням Мінської обласної ради депутатів від 30 жовтня 2009 року, щодо змін адміністративно-територіального устрою Мінської області,, до сільської рад було приєднано села:
- Кищинослобідської сільської ради — Вільяново • Кищина Слобода • Пасіка • Підбереззя • Садівщина • Селище • Стрілківці • Тимки;
- Бродівської сільської ради — Бродівка • Дрази • Медведівка • Плитченка • Повприщі • Раківці • Старинки • Суділь • Юзефове.